# Hurwitz-Zahl
In der Mathematik ist die Hurwitz-Zahl eine spezielle Zahl, welche die Anzahl der verzweigten Überlagerungen über der Riemannschen Zahlenkugel bzw. die Zahl der meromorphen Funktionen aufgrund ihres Verzweigungsprofils über {\displaystyle \infty } beschreibt.

## Motivation
Benannt sind die Zahlen nach Adolf Hurwitz, der sie 1891 definierte und erste Berechnungen durchführte. Betrachtet werden hier spezielle holomorphe Funktionen {\displaystyle f\colon X\to {\hat {\mathbb {C} }}}, wobei {\displaystyle X} eine kompakte riemannsche Fläche und {\displaystyle {\hat {\mathbb {C} }}} die Riemannsche Zahlenkugel ist. Die riemannsche Zahlenkugel besteht aus den komplexe Zahlen {\displaystyle \mathbb {C} } und einem weiteren Punkt {\displaystyle \infty }, die mit einer speziellen Topologie versehen ist. Damit ist die Funktion {\displaystyle f} eine meromorphe Funktion. Hurwitz war vor allem daran interessiert, ob man abhängig vom Verhalten an den Polstellen (also den Urbildern von {\displaystyle \infty }) Aussagen über die Zahl der Funktion treffen kann.

## Definitionen

### Hurwitz-Überlagerungen
Sei {\displaystyle X} eine kompakte riemannsche Fläche und {\displaystyle f\colon X\to {\hat {\mathbb {C} }}} eine {\displaystyle d}-blättrige holomorphe Überlagerung und {\displaystyle (p_{i})_{1\leq n}} die Polstellen von {\displaystyle f}, d. h. es gilt {\displaystyle f(p_{i})=\infty } für {\displaystyle i=1,\dots ,n} und es bezeichne {\displaystyle \mu _{i}} den Verzweigungsindex von {\displaystyle p_{i}}. {\displaystyle f} nennen wir eine Hurwitz-Überlagerung vom Typ {\displaystyle (g,\mu )}, falls {\displaystyle g} das Geschlecht von {\displaystyle X} und {\displaystyle \mu =(\mu _{1},\dots ,\mu _{n})} eine Partition von {\displaystyle g} ist. Die Menge aller Hurwitz-Überlagerungen bezeichnen wir mit {\displaystyle \mathrm {H} _{(g,\mu )}}.
Für gewöhnlich setzt man bei der Definition voraus, dass die riemannsche Fläche zusammenhängend ist.

### Hurwitz-Zahl
Eine Hurwitz-Zahl {\displaystyle h_{(g,\mu )}} vom Typ {\displaystyle (g,\mu )} definieren wir als
{\displaystyle h_{(g,\mu )}:=\sum _{f\in \mathrm {H} _{(g,\mu )}}{\frac {1}{\#\mathrm {Aut} (f)}}.},
wobei {\displaystyle \mathrm {Aut} (f)} die Automorphismengruppe von {\displaystyle f} bezeichnet.

## Berechnungsformel
Im Folgenden setzen wir {\displaystyle m:=2g-2+n+d}.

### Kombinatorische Formel
Die folgende kombinatorische Formel stammt von Hurwitz selbst:
Betrachte die Tupel {\displaystyle (\tau _{1},\dots ,\tau _{m})\in (S_{d})^{m}}, welche folgende drei Bedingungen erfüllen:
1. {\displaystyle \tau _{1},\dots ,\tau _{m}} sind Transpositionen
2. Die {\displaystyle \tau _{1},\dots ,\tau _{m}} erzeugte Untergruppe wirkt transitiv auf {\displaystyle \{1,\dots ,d\}}.
3. {\displaystyle \tau _{1}\circ \dots \circ \tau _{m}} besitzt den Zyklenzeiger {\displaystyle \mu }.

Dann gilt
{\displaystyle h_{(g,\mu )}={\frac {\#\{(t_{1},\dots ,t_{w})\in (S_{d})^{w}\mid {\text{Es gilt (1), (2) und (3).}}\}}{d!}}.}

## Beispiele
Mithilfe der kombinatorischen Formel kann man einige Beispiele ausrechnen:
- Ist {\displaystyle d=2}, {\displaystyle g=0} und der Partition {\displaystyle (2)\vdash 2} ist {\displaystyle m=1} und die einzige Transposition ist gegeben durch {\displaystyle (1,2)=(2,1)}. Damit folgt

{\displaystyle h_{(}0,(2))={\frac {1}{2!}}={\frac {1}{2}}.}
Hurwitz-Zahlen müssen nicht zwangsläufig ganzzahlig sein.
- Wir betrachten die Partition {\displaystyle (1,2)\vdash 3} mit einem beliebigen {\displaystyle g\geq 0}. Gesucht sind nun Tupel {\displaystyle (\tau _{1},\dots ,\tau _{m})} von Transpositionen mit {\displaystyle m=2g+4}, welche alle gesuchten Bedingungen erfüllen. Da der Zyklenzeiger {\displaystyle (1,2)} betragen soll, heißt das, dass {\displaystyle \tau _{1}\circ \dots \circ \tau _{m}} eine Transposition ist. Da wir in {\displaystyle S_{3}} arbeiten, können die ersten {\displaystyle m-1(=2g+3)} Transpositionen frei gewählt werden. Das {\displaystyle \tau _{m}} ist eindeutig bestimmt durch {\displaystyle \tau _{1},\dots ,\tau _{m-1}}, denn in {\displaystyle S_{3}} muss man bei einer beliebigen Permutation nur zwei Einträge permutieren, um eine Transposition zu erhalten. Die Transpositionen von {\displaystyle S_{3}} sind gegeben durch {\displaystyle (1,2),(2,3),(1,3)}. Man sieht, dass man mindestens zwei Transpositionen braucht, damit die erzeugte Untergruppe transitiv auf {\displaystyle \{1,2,3\}} wirkt. Zusammen ergibt sich also

{\displaystyle h_{(g,(1,2))}={\frac {3^{2g+3}-3}{6}}.}
- Schon bei verhältnismäßig einfachen Partitionen kann die Berechnung sehr schwer sein. Weitere Lösungen sind zum Beispiel[3]

{\displaystyle h_{(g,(1,1,2))}={\frac {(2^{2g+4}-4)(3^{2g+5}-3)}{24}},}
{\displaystyle h_{(g,(1,1,1,1,2))}={\frac {15^{2g+10}}{2\cdot 360^{2}}}-{\frac {10^{2g+10}}{7200}}+{\frac {9^{2g+10}}{2\cdot 72^{2}}}-{\frac {7^{2g+10}}{2\cdot 24^{2}}}+{\frac {6^{2g+10}}{2\cdot 36^{2}}}-{\frac {5^{2g+10}}{360}}+{\frac {4^{2g+10}}{36}}-{\frac {19}{324}}\cdot 3^{2g+10}-{\frac {19}{144}}\cdot 2^{2g+10}+{\frac {727}{1152}}.}

## ELSV-Formel
Um das Jahr 2000 herum ist eine neue Rechenformel entdeckt worden, die ein Verhältnis zur algebraischen Geometrie herstellt. Benannt nach den Entdeckern Torsten Ekedahl, Sergei Lando, Michael Shapiro, Alek Vainshtein, lautet die ELSV-Formel
{\displaystyle h_{(g,\mu )}={\dfrac {m!}{\#{\text{Aut}}(\mu )}}\prod _{i=1}^{n}{\frac {\mu _{i}^{\mu _{i}}}{\mu _{i}!}}\int _{{\overline {\mathcal {M}}}_{g,n}}{\frac {c(E^{*})}{(1-\mu _{1}\psi _{1})\cdots (1-\mu _{n}\psi _{n})}}.}
Hier bedeuten die Variablen folgendermaßen:
- {\displaystyle {\overline {\mathcal {M}}}_{g,n}} ist der Modulraum der stabilen Kurven vom Geschlecht {\displaystyle g}  mit {\displaystyle n} ausgezeichneten Punkten;
- {\displaystyle E} ist der Hodge-Bündel und {\displaystyle c(E^{*})} die totale Chernklasse des dualen Vektorbündels;
- {\displaystyle \psi _{i}} ist die erste Chernklasse des Kotangentialbündels am {\displaystyle i}-ten Punkt.